# Ammoxenus daedalus
Ammoxenus daedalus är en spindelart som beskrevs av Nico J. Dippenaar och Meyer 1980. Ammoxenus daedalus ingår i släktet Ammoxenus och familjen Ammoxenidae. Inga underarter finns listade i Catalogue of Life.